# Prácheňská umělecká beseda
Prácheňská umělecká beseda je volné sdružení profesionálních i neprofesionálních výtvarníků z Písku, Písecka a z celého rozsáhlého regionu historického Prácheňského kraje. 
Je také aktérem humorného happeningu v roce 2012 k 100. výročí ztroskotání Titaniku. Tento happening se opakoval i v dalších letech.

## Výstavy
- 2011 - Galerie Portyč, Písek[2]
- 2012 - Vodňanský dům kultury, Vodňany

Od roku 2013 je registrovaným občanským sdružením.
- 2013 - 1. společná protivínská výstava P.U.B.
- 2013 - Borovany - výstavní síň infocentra v klášteře v Borovanech (31. 5. - 30. 6.)
- 2013 - Galerie Portyč v Písku: 3. výroční společná výstava (kresby, malby, fotografie, sochy, keramika, patchwork)
- 2014 - Cafe Gallery v Protivíně: výstava 8 členů P.U.B. (20. 4. - 31. 5.)